# Moose (Einheit)
Moose, auch Mosa, Musse, Muß oder Musa, war ein türkisches Volumen- und Fruchtmaß auf Zypern, besonders im Getreidehandel. Auch wurde es als Gewichtsmaß genutzt. Das Maß galt auch in Italien. Hier war ein Moose = 27.587 Pariser Kubikzoll.
- Volumenmaß 1 Moose = 10.747 Pariser Kubikzoll = 213 Liter[2][3] = 213,3 Liter[4]
- Gewichtsmaß 1 Moose = 44 Oka[4]
- Gewichtsmaß in Amsterdam 1 Last = 7 1/8 Moose[5]